# VoIP-telefoonadapter

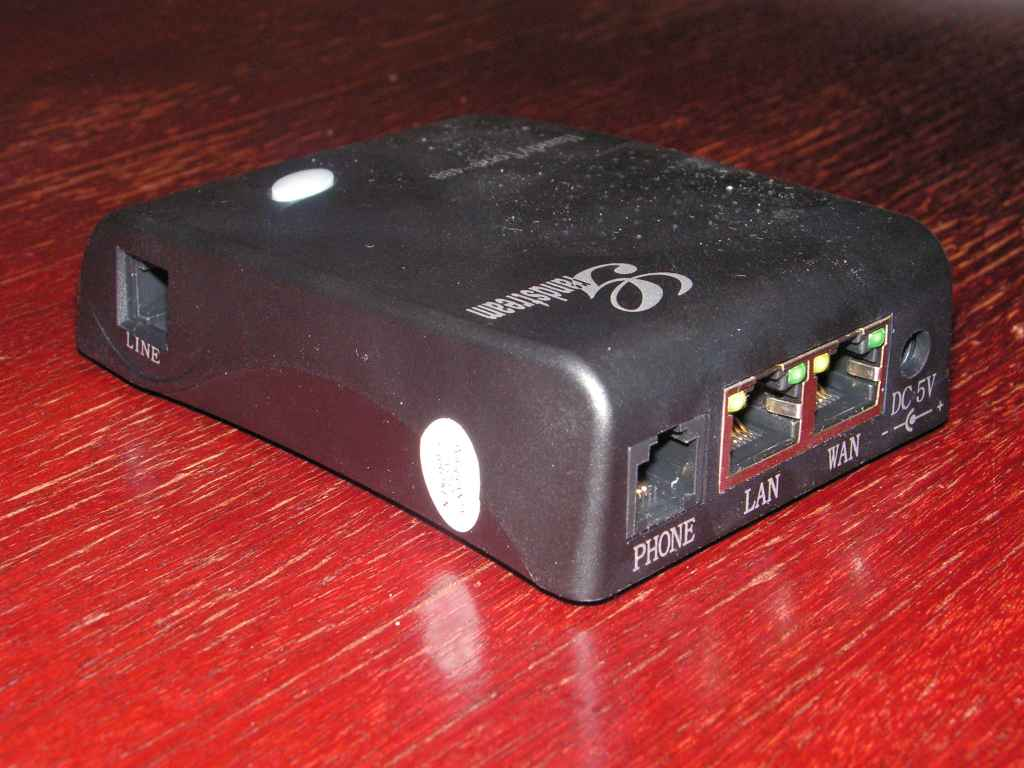
Analog Telephony Adapter VoIP Grandstream HT486

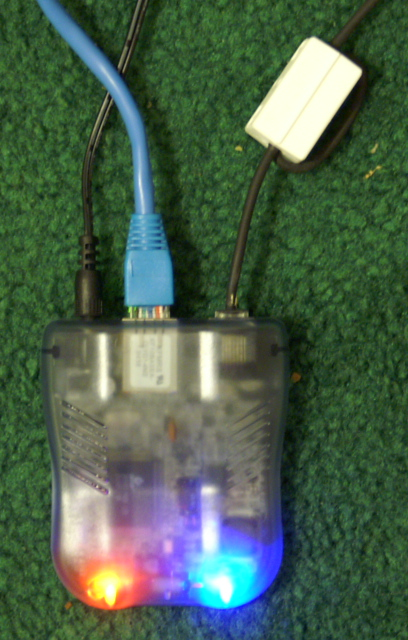
De IAXy, een VoIP-telefoonadapter die gebaseerd is op het IAX2-protocol.

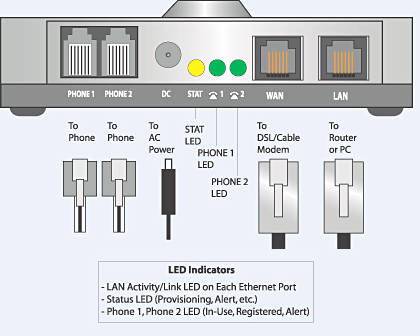
Werking en instelling van een ATA

Een VoIP-telefoonadapter of analoge-telefoonadapter (ATA) is een apparaatje dat een of meer standaard telefoontoestellen verbindt met een digitaal of niet-standaard telefoniesysteem zoals een Voice over IP-netwerk.

## Uitvoering
Een ATA ziet er meestal uit als een kastje met een netvoeding, een Ethernet-aansluiting en een of meer telefoonaansluitingen. Men kan een of meer standaard analoge telefoontoestellen tegelijk aansluiten.

## Doel
ATA's worden door verscheidene VoIP-bedrijven aangeboden als vervanging van bellen via een standaard telefoonnetwerk. De ATA wordt vaak verkocht in combinatie met een VoIP-abonnement en werkt dan doorgaans niet met een abonnement van een concurrent (hoewel er ook ATA's verkocht worden die met verschillende VoIP-diensten werken).
Een voorbeeld van een bedrijf dat VoIP diensten aanbiedt is Betamax GmbH & Co.Kg in Duitsland: onder meerdere namen worden vrijwel gelijke diensten aangeboden. Een voorbeeld daarvan is Voipbuster.

## Configuratie van de ATA
Voordat een ATA in gebruik kan worden genomen, moet deze eerst worden geconfigureerd. Dit zijn de belangrijkste parameters:
- Proxy: de naam van de dienst, bijvoorbeeld heb je als provider Voipbuster genomen, dan vul je in sip.voipbuster.com
- SIP port nummer, doorgaans 5060
- Registrar Address en Registrar port: vul hetzelfde in als de Proxy naam en port.
- Display naam: doorgaans het nummer waarop je eventueel op teruggebeld wilt worden. Deze naam of dit nummer zal op het toestel van de opgeroepene worden getoond.
- UserID en password: deze moet je aanvragen bij de provider
- Omdat je thuis vaak achter een router met NAT zit, vergeet niet de NAT keep alive interval kort te zetten, bijvoorbeeld op 15 sec. De ATA zal nu elke 15 seconde een kort berichtje naar de SIP provider sturen (een zogenaamd "keep alive" bericht). Voor elk bericht dat een bepaalde computer achter de router het internet op stuurt, onthoudt de router welke computer (in ons geval de ATA) dat was. Routers bewaren deze informatie vaak maar kortstondig. De "keep alive" berichten moeten ervoor zorgen dat de router deze informatie altijd paraat heeft. Als er vanuit de SIP provider een oproep wordt gemaakt naar de ATA (dit is dus een inkomende oproep voor een van de toestellen achter de ATA), weet de router dus naar welke ATA het inkomend oproep bericht moet worden verstuurd.
- Kijk verder bij de instructies die de SIP provider waarschijnlijk ergens vermeldt.